# George Kobayashi
George Kobayashi (São Paulo, Brasil, 29 de novembre de 1947) és un exfutbolista japonès. Va disputar tres partits amb la selecció japonesa.